# Lingua thao
La lingua thao, conosciuta anche come sao, è la lingua parlata dal popolo Thao di aborigeni taiwanesi, residenti nella regione del lago Riyue, nella Taiwan centrale. Nel 2000 erano stimati circa 5-6 parlanti Thao, tutti sopra i 60 anni di età.
La lingua thao è una delle lingue formosane, della più grande famiglia delle lingue austronesiane, ed ha due dialetti denominati brawbaw e shtafari.

## Fonetica
| fonema | parole                                                                |
| ------ | --------------------------------------------------------------------- |
| [p]    | punuq (testa), apuy (fuoco)                                           |
| [b]    | bidhu (barba), tabu (urina)                                           |
| [m]    | matha (occhio), rumfadh (uccello), urum (nuvola)                      |
| [f]    | funush (coltello), afu (cibo), qaruf (ginocchio)                      |
| [t]    | taparudh (coniglio), katawnan (villaggio), shpat (quattro)            |
| [d]    | dadú (capo), shmadiya' (gufo)                                         |
| [n]    | nipin (dente), tanathu (nove), mudhin (naso)                          |
| [ɬ]    | lhanadh (nome), tilhadh (sole), qawlh (bambù)                         |
| [l]    | luysh (corto, non lungo), lalay (cicala), bunal (sabbia)              |
| [r]    | ribush (albero), katuru (sei), kamar (miglio)                         |
| [θ]    | thaythuy (loro), ruthun (scimmia), lhamith (radice)                   |
| [ð]    | dhama (lingua), padhay (baccello di grano), fidhfidh (banana)         |
| [s]    | sadhum (acqua), rusaw (pesce), balis (ferro)                          |
| [ʃ]    | shmin'an (bere), tusha (due), shaqish (faccia)                        |
| [k]    | ku'aw (aquila), kakulhum (formica)                                    |
| [ŋ]    | kakani na pangka (tavolo), lhungqawshin (starnutire)                  |
| [q]    | qnuwan (cervo, maiale), maqusum (nero), flhuq (lavare)                |
| [ʔ]    | a'a (neonato)                                                         |
| [h]    | hudun (montagna), ihu (tu)                                            |
| [j]    | yaku (io), thuyni (oggi), bukay (fiore)                               |
| [w]    | wakrath (fiume), kawash (anno), mashimdhaw (tempo atmosferico freddo) |

La vocale [i] si pronuncia [e] dopo [q] e [r]; la vocale [u] si pronuncia [o] dopo [q] e [r].

## Raddoppiamento
La lingua thao presenta due casi (tre secondo alcuni studiosi) di raddoppiamento linguistico: raddoppiamento con la particella ca, raddoppiamento completo e raddoppiamento a destra, quest'ultimo assimilabile da alcuni al raddoppiamento completo.